# 布萊恩特·里維斯
布萊恩特·里維斯（英語：Bryant Reeves，1973年6月8日—）是美國前職業籃球運動員。司職中鋒，外號『大鄉村』（Big Country）。

## 職業生涯
里維斯身高7英尺（210厘米），體重最高時則高達300磅（136公斤），如此巨大的身型成了他在球場上的優勢。於奧克拉荷馬州大效力期間每場獲得21.5分，並帶領奧克拉荷馬州大進入1995年最後四強，之後他於1995年NBA選秀第6順位被溫哥華灰熊隊（現曼菲斯灰熊）選中，他是甫成立的灰熊隊隊史的第一位選秀球員。
里維斯加入灰熊隊後逐漸成為禁區主力，至1997年打出生涯最佳表現16.3分、7.9籃板、1.08個火鍋，也獲得了球隊的大合約，但那幾年灰熊隊的戰績依舊低迷。後來里維斯也飽受體重問題和傷痛問題所苦，出賽時間及表現逐年下滑，在他生涯的第六個球季，溫哥華灰熊決定把球隊搬遷到孟菲斯，而僅27歲的里維斯也決定退休。

## 個人生活
里維斯生於阿肯色州，之後則於奧克拉荷馬州的小鎮甘斯度過，由於童年都居住在鄉村地區，里維斯對於第一次坐飛機這件事情感到驚奇，他的大學隊友拜倫·休斯頓也給了他『大鄉村』（Big Country）這個特殊的綽號。無獨有偶的，他在退役後再度回到鄉村經營一間牧場，擁有超過一百頭牛，個人興趣則為釣魚和打獵，可謂是又呼應了他的外號。

## 外部連結
- 布萊恩特·里維斯在NBA（英语）
- 布萊恩特·里維斯在Basketball-Reference.com（NBA）（英语）
- 布萊恩特·里維斯在Sports-Reference.com（NCAA）（英语）
- 布萊恩特·里維斯在Eurobasket.com（球員）（英语）
- 布萊恩特·里維斯在RealGM（英语）
- 布萊恩特·里維斯在Proballers（英语）